# Frenchburg (Kentucky)
La ville de Frenchburg est le siège du comté de Menifee, dans l’État du Kentucky, aux États-Unis.  Sa population s’élevait à 486 habitants lors du recensement de 2010, estimée à 535 habitants en 2016.

## Source
- (en) Cet article est partiellement ou en totalité issu de l’article de Wikipédia en anglais intitulé « Frenchburg, Kentucky » (voir la liste des auteurs).